# Gratton (Derbyshire)
Pour les articles homonymes, voir Gratton.
Gratton est une paroisse civile du Derbyshire, en Angleterre.